# 중국인의 성명
중국인의 성명(中國人의 姓名)은 중국인의 성과 이름을 말한다Kevin Andres

## 한족의 성씨
한족(漢族)의 성씨는 한자 한 자로 이루어진 것이 대부분이다. 두 자로 이루어진 성씨는 복성이라고 한다.

## 중국 성씨의 형성
중국 성씨의 형성 과정과 유래는 매우 다양하며 복잡하다. 대체적으로 아래와 같은 유형이 있다.
- 출생지 지명, 봉국, 봉지 등에서 유래: 陳, 馮, 魯, 杜, 謝, 楊, 董, 蔡, 呂, 趙
- 선인(先人)의 이름 글자, 묘호, 시호에서 유래: 張, 牛
- 선인의 작위, 관직에서 유래: 史, 上官, 司空, 司馬, 司徒
- 직업, 기술등에서 유래: 陶
- 사물이름에서 유래: 松
- 차례에서 유래: 伯, 孟
- 군주로부터의 사성: 鄭, 朱, 李, 趙 등
- 소수민족이 채용한 한화 성씨: 元, 劉, 金 등
- 피휘, 천도로 인한 개성, 기존성에서 음이나 형태가 변한 것: 求, 邱(공자의 이름인 丘로부터), 諸葛

## 소수민족의 성씨
한족과 여러 소수민족들은 중국 역사에서 서로 영향을 주고 받아 왔으며, 소수민족들이 중원에 편입될 때마다 한문화의 영향을 받아, 한자성을 차용했다. 이들 성씨중 많은 것은 본래 그들 언어로 된 성의 한자음역에서 온 것이며, 따라서 대부분 한자 3자 이상의 성씨가 된다.
대표적으로 북위의 황실 성인 탁발씨(拓跋)와 청 황실의 성인 아이신기오로(愛新覺羅) 등이 있다. 또한 많은 소수민족들이 정치적 이유나 생활상의 편이를 이유로 고유성에서 한식(漢式)의 단성으로 바꾸었다. 북위의 효문제는 스스로 한화정책을 펴서, 탁발씨를 원(元)씨 성으로 개성했으며, 청조가 멸망한 후에 많은 청황족들이 아이신기오로씨에서 진(金)씨로 바꾸었다.
오늘날에는 비교적 적은 수의 소수민족들이 전통적인 성씨를 유지하고 있다. 장손씨(長孫)나 울지씨(尉遲) 등이 그 예이다. 또한, 소수민족들은 한식 성을 채용하면서 그들 스스로 기존 한족의 단성에 없던 새로운 글자로 성을 만들기도 했는데, 대표적으로 다이(傣)족은 도(刀)를 성으로 채용했다.

## 중국 성씨의 수
중국에서 현재 사용되고 있는 성씨의 종류는 약 4700여종에 이른다. 인구순으로 보면, 왕(王)씨가 약 9288.1만 명으로 1위이며, 중국전체인구중 약 7.25%에 해당하는 수치이다. 두 번째로 많은 성은 리(李)씨로 약 9207.4만 명, 인구대비 비율 7.19%이다. 이어서 장(張)씨가 8750.2만 명 6.83%로 3위이다. 인구가 가장 적은 성은 선비족에 유래를 두는 난(難)씨이다.
- 1위부터 2천만 명 이상의 성(10): 王, 李, 張, 劉, 陳, 楊, 黃, 趙, 吳, 徐.
- 1천만~2천만 명 사이의 성(12): 周, 孫, 馬, 朱, 胡, 郭, 何, 高, 林, 羅, 鄭, 梁.
- 이하 순위별로 많은 성씨：謝, 宋, 唐, 許, 韓, 馮, 鄧, 曹, 彭, 曾, 肖, 田, 董, 袁, 潘, 於, 蔣, 蔡, 余, 杜, 葉, 程, 蘇, 魏, 呂, 丁, 任, 沈, 姚, 盧, 姜, 崔, 鍾, 譚, 陸, 汪, 范, 金, 石, 廖, 賈, 夏, 韋, 付, 方, 白, 鄒, 孟, 熊, 秦, 邱, 江, 尹, 薛, 閆, 段, 雷, 侯, 龍, 史, 陶, 黎, 賀, 顧, 毛, 郝, 龔, 邵, 萬, 錢, 嚴, 覃, 武, 戴, 莫, 孔, 向, 湯.

중국 전 인구중 상위 100개 성이 전체 인구의 84.77%를 차지한다.
고대 중국의 저명한 서적인 《백가성》(百家姓)에는 한족이 자주쓰는 성씨가 실려 있는데, 현재 한족 성씨와 꼭 같지는 않다.

## 중국인의 이름
중국인의 이름은 보통 한자 1자 또는 2자로 구성되어 있다. 삼국시대 이전에는 외자 이름이 대부분이였던 것으로 추측하기도 하지만 진(晉)조 이래 현대까지 두 글자 이름이 주류가 되어 오늘에 이르고 있다. 중국 공안부의 성명 통계에 따르면, 가장 긴 성명은 성과 이름을 합쳐 15글자였다. 10자 이상의 성명을 가진 사람은 천 명 가까이 되었다. 이들 다음절 성명의 대부분은 약 97%가 신장위구르 자치구에서 나타났다. 중국 이름 중에는 링링이나 추이추이 같이 글자를 두 번 겹쳐 쓴 이름도 찾아볼 수 있다.

## 같이 보기
- 중국의 성씨